# Юстен Тауэр
Юстен Тауэр (англ. Euston Tower) — лондонский небоскрёб, построенный в 1970 году на Юстен Роуд 286 вблизи от пересечения с Тоттенхэм Корт Роуд и к юго-востоку от Реджентс Парк. В этом здании расположены офисы таких компаний, как Santander, JP Morgan, Atos Origin, Elexon и ряд других. По официальным данным, здание может предложить около 1 миллиона квадратных футов офисных и торговых площадей. Главным архитектором небескрёба считается Сидней Кей, по архитектуре здание аналогично CIS Tower  New Century House в Манчестере.

## Общее описание
Юстен Тауэр, со своими остеклёнными стенами, является примером международного стиля небоскрёбов. Высота 36-этажного здания — 124 метра. Изначально основание башни представляло собой платформу с несколькими пешеходными проходами на уровне второго этажа, соединяющими башню с другими зданиями Eusten Centre.
В результате работ по реновации, проведённых Arup, в нижних этажах здания открылись кафе и магазины. Там же находится офис HM Revenue and Customs. Последние 10 этажей здания занимает London home of the international design и инжиниринговая компания WS Atkins PLC. На 32 этаже расположен офис Ablestoke Financial Planning LLP. Развитием территории вокруг Юстен Тауэр на данный момент занимается компания British Land.

## Транспортная доступность
В пяти минутах ходьбы от здания расположены пять станций метрополитена линий Nothern, Victoria, Circle, Hammersmith&City и Bakerloo. В десяти минутах ходьбы от здания расположены три железнодорожные станции: Euston, Kings Cross и St. Pancras.

## История
Лондонцам Юстен Тауэр известен, прежде всего, как штаб-квартира Capital Radio с 1970 по 1997, когда студия переехала в Leicester Square. Capital Radio обычно заявляло, что ведёт вещание «с вершины Юстен Тауэр», хотя на самом деле офисы и студии находились на двух первых этажах здания. С 1970 по 1993 год прилегающие к небоскрёбу здания занимала студия Thames Television, которая была впоследствии перепрофилирована.